# Glenoleon osmyloides
Glenoleon osmyloides is een insect uit de familie van de mierenleeuwen (Myrmeleontidae), die tot de orde netvleugeligen (Neuroptera) behoort. 
Glenoleon osmyloides is voor het eerst wetenschappelijk beschreven door Gerstäcker in 1885.